# Vòng loại Giải vô địch bóng đá thế giới 1982 – Khu vực Nam Mỹ
Dưới đây là các ngày thi đấu và kết quả của vòng loại Giải vô địch bóng đá thế giới 1982 khu vực Nam Mỹ (CONMEBOL). Để có cái nhìn tổng quan hơn về các vòng loại, hãy xem bài viết Vòng loại Giải vô địch bóng đá thế giới 1982.
Tổng cộng có 10 đội tuyển thuộc CONMEBOL tham gia tranh tài. Khu vực Nam Mỹ được phân bổ 4 suất tham dự (trong tổng số 24 đội) tại vòng chung kết. Argentina – đương kim vô địch – được đặc cách vào thẳng, để lại 3 suất cạnh tranh giữa 9 đội còn lại.
9 đội còn lại được chia thành 3 bảng, mỗi bảng 3 đội. Các đội thi đấu vòng tròn lượt đi và lượt về. Đội nhất bảng sẽ giành vé vào vòng chung kết.

## Bảng 1
| VT | Đội       | Đ | ST | T | H | B | BT | BB | HS |
| -- | --------- | - | -- | - | - | - | -- | -- | -- |
| 1  | Brasil    | 8 | 4  | 4 | 0 | 0 | 11 | 2  | +9 |
| 2  | Bolivia   | 2 | 4  | 1 | 0 | 3 | 5  | 6  | −1 |
| 3  | Venezuela | 2 | 4  | 1 | 0 | 3 | 1  | 9  | −8 |

| Venezuela | 0 – 1 | Brasil           |
| --------- | ----- | ---------------- |
|           |       | Zico 82' (ph.đ.) |

| Bolivia                                   | 3 – 0 | Venezuela |
| ----------------------------------------- | ----- | --------- |
| Aguilar 38' · Aragonés 67' · Reynaldo 84' |       |           |

| Bolivia      | 1 – 2 | Brasil                     |
| ------------ | ----- | -------------------------- |
| Aragonés 27' |       | Sócrates 6' · Reinaldo 60' |

| Venezuela  | 1 – 0 | Bolivia |
| ---------- | ----- | ------- |
| Acosta 42' |       |         |

| Brasil                     | 3 – 1 | Bolivia              |
| -------------------------- | ----- | -------------------- |
| Zico 26' (ph.đ.), 62', 85' |       | Aragonés 68' (ph.đ.) |

| Brasil                                                       | 5 – 0 | Venezuela |
| ------------------------------------------------------------ | ----- | --------- |
| Tita 35', 57' · Sócrates 55' · Zico 72' (ph.đ.) · Júnior 84' |       |           |

Brasil vượt qua vòng loại.

## Bảng 2
| VT | Đội      | Đ | ST | T | H | B | BT | BB | HS |
| -- | -------- | - | -- | - | - | - | -- | -- | -- |
| 1  | Perú     | 6 | 4  | 2 | 2 | 0 | 5  | 2  | +3 |
| 2  | Uruguay  | 4 | 4  | 1 | 2 | 1 | 5  | 5  | 0  |
| 3  | Colombia | 2 | 4  | 0 | 2 | 2 | 4  | 7  | −3 |

| Colombia    | 1 – 1 | Perú        |
| ----------- | ----- | ----------- |
| Herrera 64' |       | La Rosa 86' |

| Uruguay                            | 3 – 2 | Colombia                    |
| ---------------------------------- | ----- | --------------------------- |
| Paz 20' · Morales 80', 88' (ph.đ.) |       | Sarmiento 40' · Herrera 59' |

| Perú                              | 2 – 0 | Colombia |
| --------------------------------- | ----- | -------- |
| Barbadillo 5' · Uribe 72' (ph.đ.) |       |          |

| Uruguay       | 1 – 2 | Perú                    |
| ------------- | ----- | ----------------------- |
| Victorino 67' |       | La Rosa 39' · Uribe 47' |

| Perú | 0 – 0 | Uruguay |
| ---- | ----- | ------- |
|      |       |         |

| Colombia            | 1 – 1 | Uruguay               |
| ------------------- | ----- | --------------------- |
| Herrera 12' (ph.đ.) |       | Victorino 43' (ph.đ.) |

Peru vượt qua vòng loại.

## Bảng 3
| VT | Đội      | Đ | ST | T | H | B | BT | BB | HS |
| -- | -------- | - | -- | - | - | - | -- | -- | -- |
| 1  | Chile    | 7 | 4  | 3 | 1 | 0 | 6  | 0  | +6 |
| 2  | Ecuador  | 3 | 4  | 1 | 1 | 2 | 2  | 5  | −3 |
| 3  | Paraguay | 2 | 4  | 1 | 0 | 3 | 3  | 6  | −3 |

| Ecuador     | 1 – 0 | Paraguay |
| ----------- | ----- | -------- |
| Klinger 48' |       |          |

| Ecuador | 0 – 0 | Chile |
| ------- | ----- | ----- |
|         |       |       |

| Paraguay                                  | 3 – 1 | Ecuador    |
| ----------------------------------------- | ----- | ---------- |
| Michelagnoli 47' · Morel 64' · Romero 81' |       | Nieves 88' |

| Paraguay | 0 – 1 | Chile     |
| -------- | ----- | --------- |
|          |       | Yáñez 70' |

| Chile                   | 2 – 0 | Ecuador |
| ----------------------- | ----- | ------- |
| Rivas 10' · Caszely 85' |       |         |

| Chile                               | 3 – 0 | Paraguay |
| ----------------------------------- | ----- | -------- |
| Caszely 10' · Yáñez 11' · Neira 28' |       |          |

Chile vượt qua vòng loại.

## Các đội tuyển vượt qua vòng loại
4 đội tuyển sau đến từ CONMEBOL vượt qua vòng loại tham dự Giải vô địch bóng đá thế giới 1982
| Đội tuyển | Tư cách vượt qua vòng loại | Ngày vượt qua vòng loại | Số lần tham dự FIFA World Cup trước đây1                              |
| --------- | -------------------------- | ----------------------- | --------------------------------------------------------------------- |
| Argentina | Đương kim vô địch          | 25 tháng 6 năm 1978     | 7 (1930, 1934, 1958, 1962, 1966, 1974, 1978)                          |
| Brasil    | Nhất Bảng 1                | 29 tháng 3 năm 1981     | 11 (1930, 1934, 1938, 1950, 1954, 1958, 1962, 1966, 1970, 1974, 1978) |
| Perú      | Nhất Bảng 2                | 6 tháng 9 năm 1981      | 3 (1930, 1970, 1978)                                                  |
| Chile     | Nhất Bảng 3                | 21 tháng 6 năm 1981     | 5 (1930, 1950, 1962, 1966, 1974)                                      |

1Chữ in đậm chỉ đội vô địch năm đó. Chữ in nghiêng chỉ quốc gia đăng cai năm đó.

## Cầu thủ ghi bàn
5 bàn thắng
- Zico

3 bàn thắng
- Carlos Aragonés
- Hernán Darío Herrera

2 bàn thắng
- Sócrates
- Tita
- Carlos Caszely
- Patricio Yáñez
- Guillermo La Rosa
- Julio César Uribe
- Julio Morales
- Waldemar Victorino

1 bàn thắng
- Miguel Aguilar
- Jesús Reynardo
- Júnior
- Reinaldo
- Miguel Ángel Neira
- Carlos Rivas
- Pedro Sarmiento
- Wilson Nieves
- Lupo Quiñónez
- Miguel María Michelagnoli
- Eugenio Morel
- Julio César Romero
- Gerónimo Barbadillo
- Rubén Paz
- Pedro Acosta